# کبوتر میوه‌خوار سینه‌سرخ
کبوتر میوه‌خوار سینه‌سرخ (نام علمی: Ptilinopus bernsteinii) نام یک گونه از سرده کبوتر میوه‌خوار است.